# 2007년 북대서양 허리케인
2007년 북대서양 허리케인은 북대서양에서 2007년에 발생한 허리케인들의 활동에 대해 기록한 문서이다.

## 설명
- 활동 기간은 미국 날짜로 표시한다.

## 같이 보기
- 2007년 태풍
- 2007년 동태평양 허리케인
- 2007년 북인도양 사이클론